# Domažlice
 Domažlice (in tedesco Taus) è una città della Repubblica Ceca, capoluogo del distretto omonimo, nella regione di Plzeň.

## Galleria d'immagini

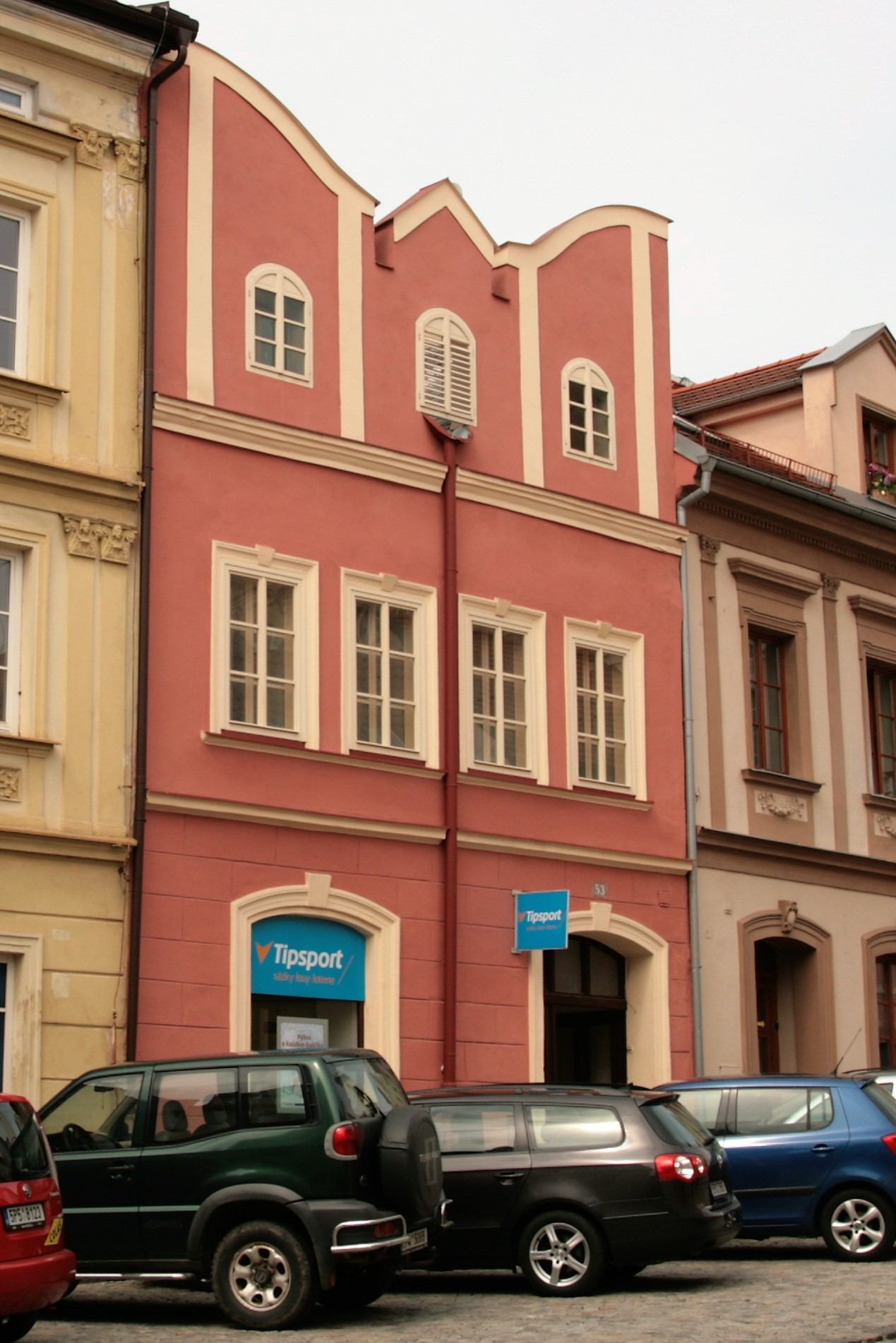
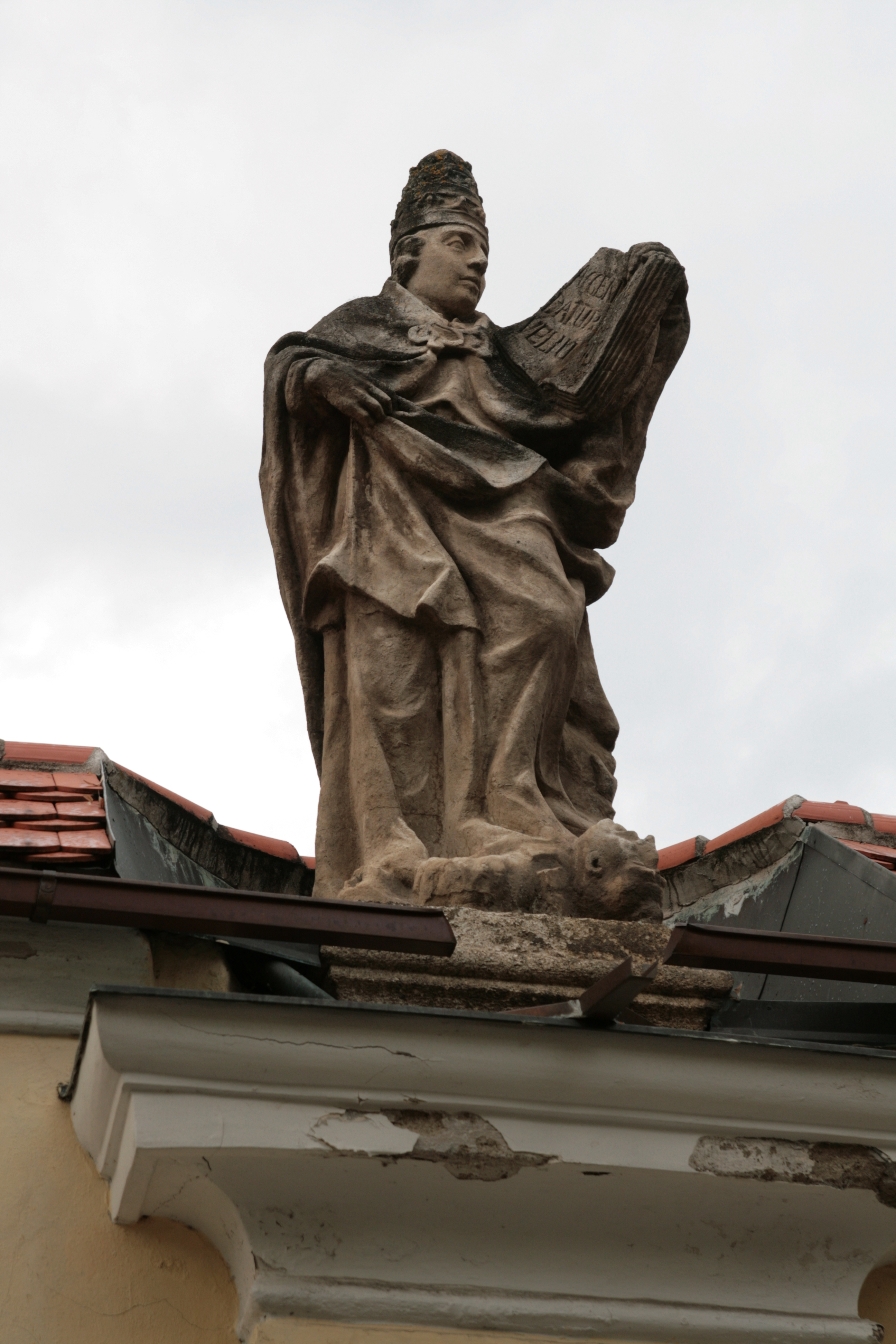
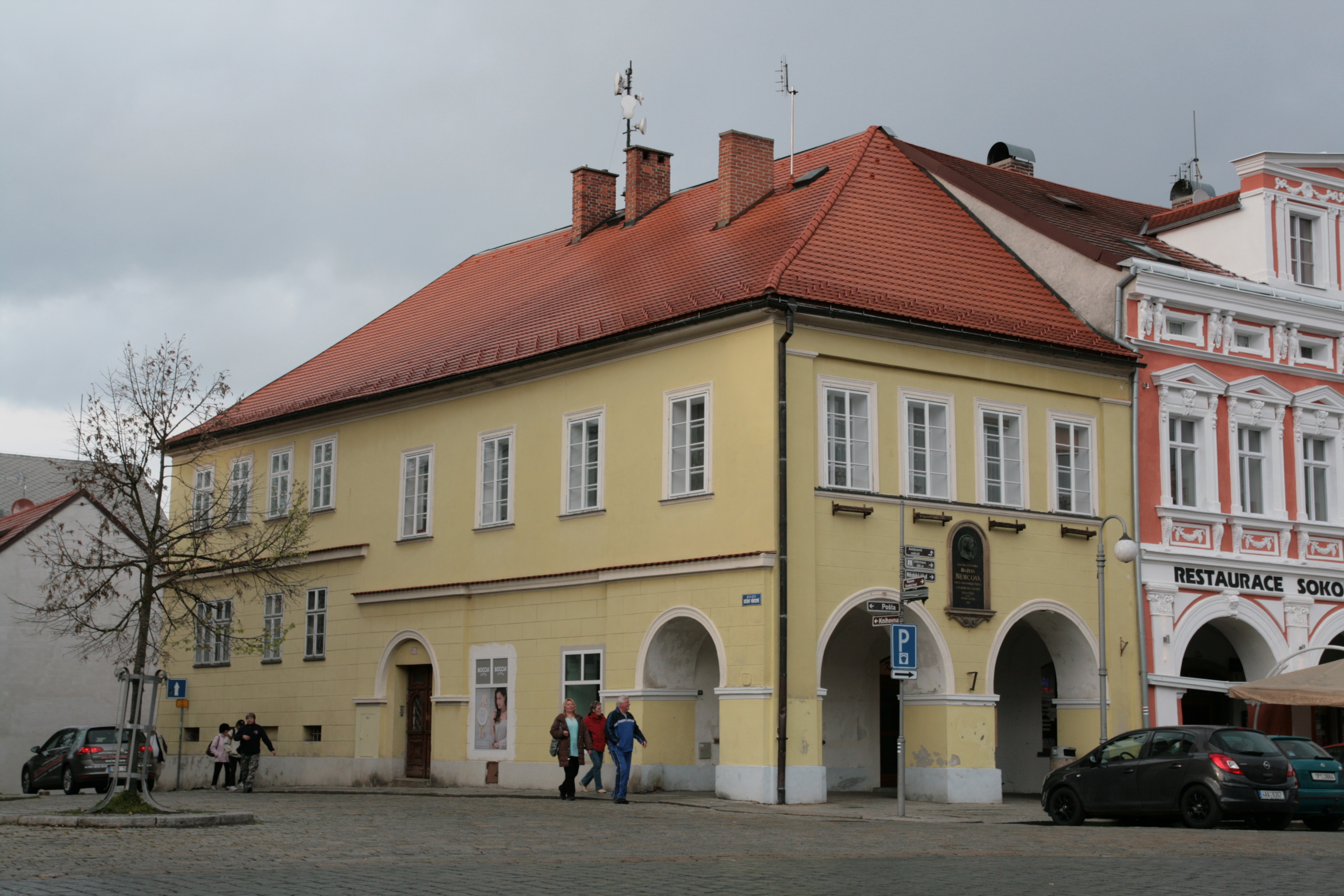